# Опера
О́пера (італ. opera — «дія», «праця», «твір») — музично-драматичний жанр, який ґрунтується на синтезі музики, слова, дії. В опері сценічна дія органічно поєднується з вокалом (солісти, ансамблі, хор), та інструментальною (оркестр) музикою, досить часто — з балетом і пантомімою, образотворчим мистецтвом (гримом, костюмами, декораціями, світловими ефектами, піротехнікою тощо). У більшості випадків опери пишуться за літературними сюжетами. Основою вокальних номерів є текст, який називається лібрето.
Опера може складатися з кількох дій, дії можуть поділятися на сцени. Опери можуть будуватися з окремих вокальних форм, таких як арія, речитатив, вокальний ансамбль, хори, оркестрові номери (увертюра, антракти), або відрізнятися наскрізним розвитком, що не передбачає поділу на такого роду форми.
Опери розраховані на виконання оперними співаками в супроводі оркестру. В багатьох країнах світу існують спеціально обладнані будівлі для виконання опер — оперні театри.

## Історія

### Виникнення жанру

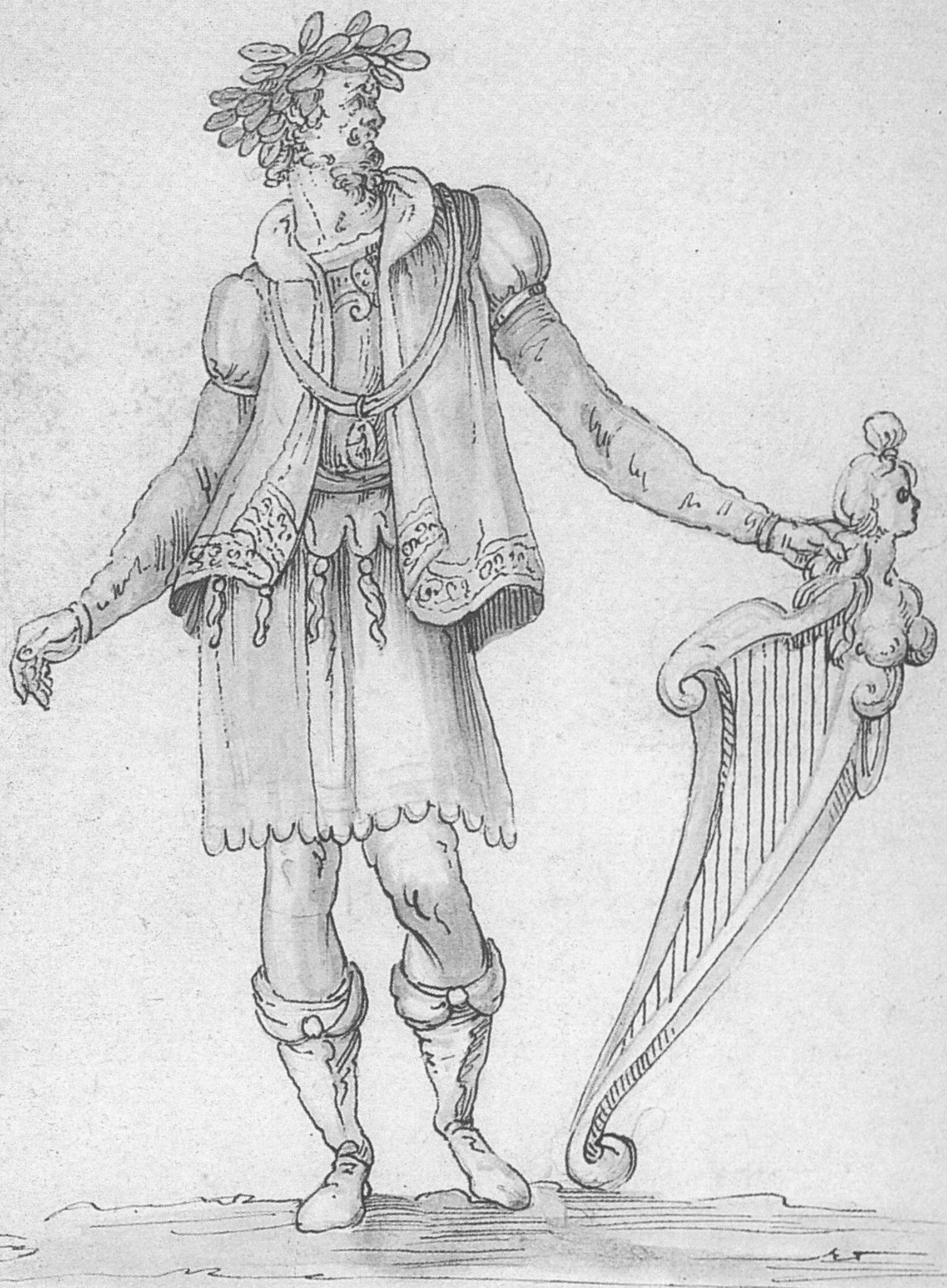
Якопо Пері (1561—1633), автор першої опери

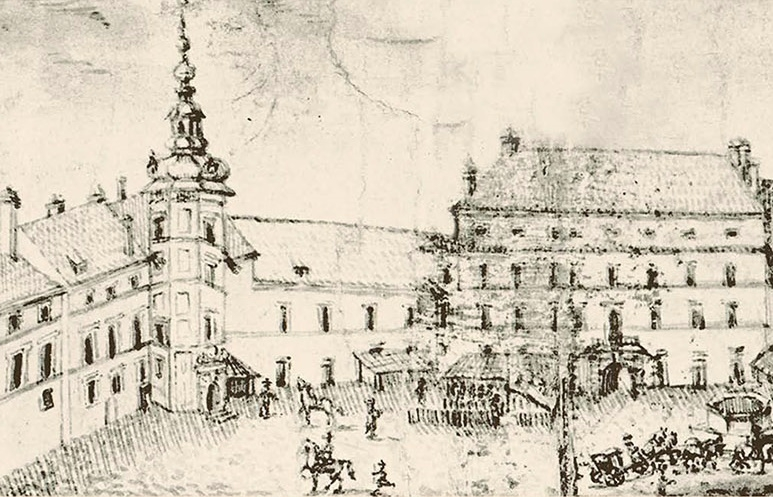
Оперний театр при Королівському палаці у Варшаві, малюнок 1701 року

Опера виникла наприкінці XVI сторіччя в Італії, як спроба групи вчених-гуманістів, літераторів і музикантів відродити давньогрецьку трагедію у вигляді dramma per musica. Першим операм передували з одного боку, форми ренесансного театру, в яких музика відігравала поступово все більше значення, з іншого — розвитком сольного співу з інструментальним супроводом. На думку Бориса Асаф'єва передвісником опери став «найглибший в історії музики переворот, що змінив якість інтонації, тобто виявлення людським голосом і говіркою внутрішнього змісту, душевності, емоційної налаштованості».
Першою оперою як правило вважають написану 1594 року оперу «Дафна» Якопо Пері, представника мистецького об'єднання «Флорентійська камерата». Подібними творами, також вперше поставлені у Флоренції, стали «Еврідіка» Пері (пост. 1600), «Еврідіка» Джуліо Каччіні (пост. 1602). Дотепер фігурує в репертуарах сучасних оперних театрів опера «Орфей» Клаудіо Монтеверді, написана і вперше виконана в Мантуї 1607 року. Протягом наступних десятиліть оперні спектаклі поширились по всій Італії і за її межами. Зокрема в Речі Посполитій опери ставились при дворі Владислава IV Ваза у Варшаві починаючи з 1628 року, серед перших поставлених у Варшаві опер — «Звільнення Ружеро» Франчески Каччіні, перша опера, автором якої є жінка.
У другій половині XVII столітті жанр опери з'являється і в творчості композиторів інших країн. Зокрема однією з перших англійських опер є «Дідона і Еней» Генрі Перселла (вперше поставлена 1688 року), а першою французькою оперою вважається «Кадмус і Герміона» Ж.-Б. Люллі, поставлена 1673 року в Паризькій опері, відкритій Людовиком XIV чотирма роками раніше. Основоположником німецької опери вважається Генріх Шютц — його опера «Дафна», лібрето якої є німецькомовним перекладом лібрето однойменної опери Пері була виконана у Торгау в 1627 році, проте музика була втрачена. В Іспанії паралельно формувався жанр народної опери — сарсуели, першим зразком цього жанру зазвичай вважають «El Laurel de Apolo» Хуана Ідальго де Поланко (1657).

### Опера в епоху класицизму

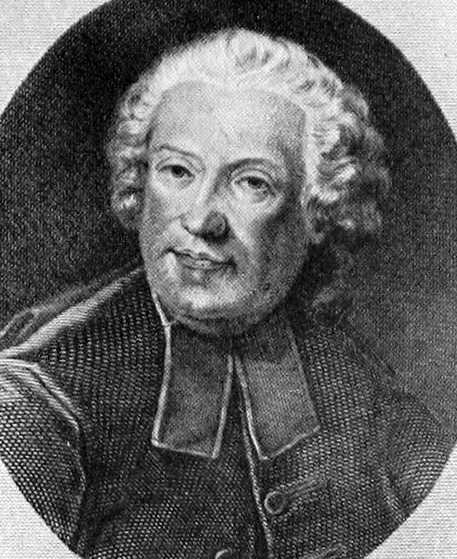
П'єтро Метастазіо (1698—1782), найпопулярніший лібретист в жанрі опери-серіа

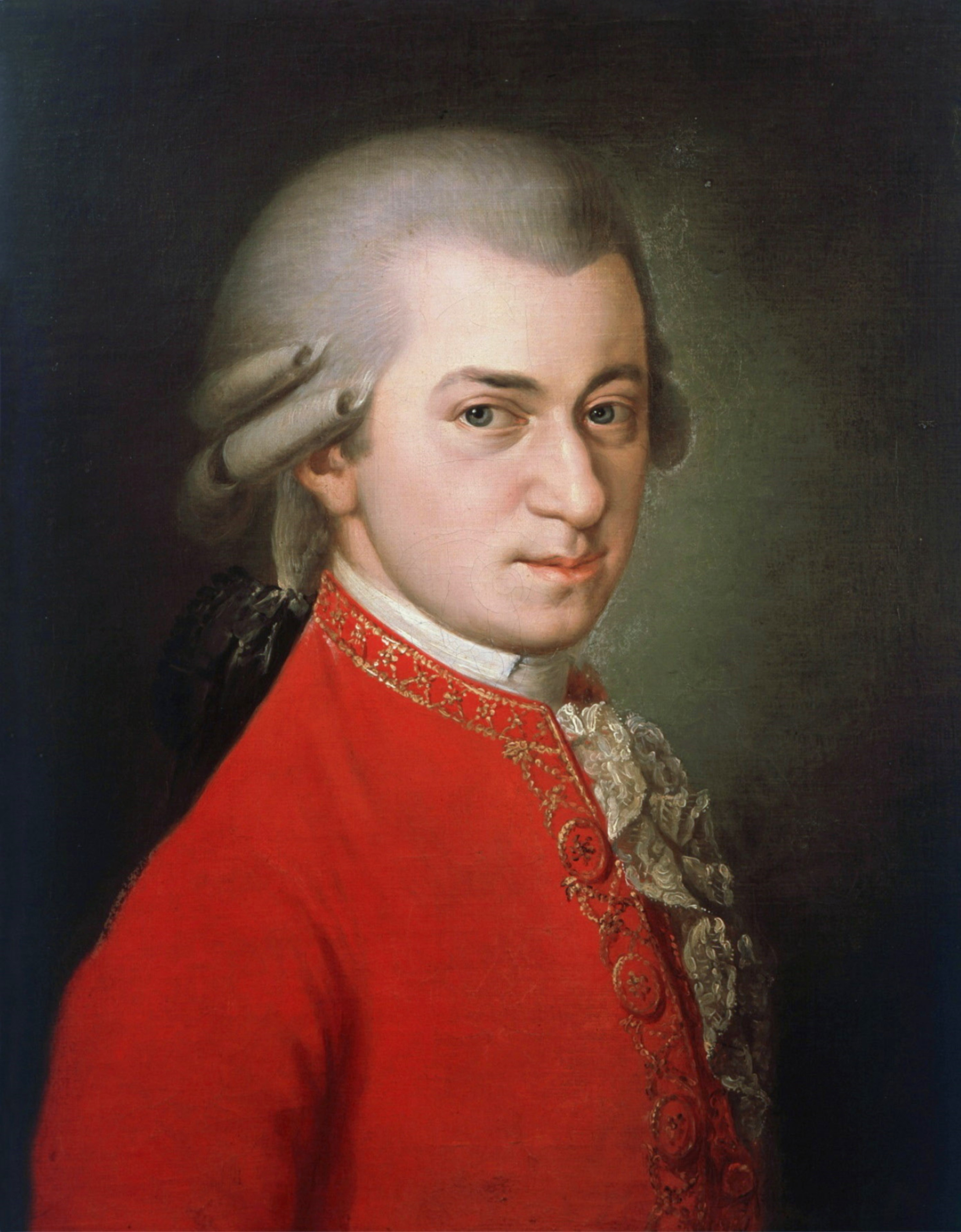
Вольфганг Амадей Моцарт, автор найпопулярніших опер класичної епохи

Протягом XVIII століття опера зазнає жанрових розгалужень. Так, в Італії кінця XVII — початку XVIII століть переважає жанр серйозної опери — «опера серія» (opera seria). Класичні зразки оперного лібрето в жанрі опери серія належать італійському поетові П'єтро Метастазіо, автору 27 оперних лібрето, втілених в музиці рядом композиторів, зокрема А. Скарлатті, Дж. Б. Перголезі (опера «Гордий в'язень», 1733). У традиціях опери серія написані й перші опери Д. Бортнянського — «Креонт», «Алкід», «Квінт Фабій» (1776–79). Із розвитком опери серія пов'язаний стиль вокального виконання бельканто.
Паралельно у Франції сформувався особливий тип опери — лірична трагедія (фр. tragédie en musique або фр. tragédie lyrique), що відрізнявся від італійської серії виразнішими речитативами, більшою увагою до хореографії та рядом структурних особливостей. У творчості Жана-Філіппа Рамо виділяється новий різновид французької опери — опера-балет, а також перші комічні опери.
На початку XVIII століття в історії опери виокремлюються комічні опери, національними різновидами якої були баладна опера в Англії, опери буффа в Італії, опери комік у Франції, зинґшпіль у Німеччині та ін. Італійська опера буффа, з одного боку будучи наступницею опери серія, з іншого боку увібрала традиції народного театру комедія дель арте і, на відміну від серйозної опери, розрахованої на аристократичну авдиторію, призначалася для демократичнішого глядача. Серед перших зразків цього жанру — «Служниця-пані» Дж. Перголезі, постановка якої 1752 року в Парижі викликала тривалу суперечку прихильників різних оперних жанрів, відому як «війну буфонів».
Прагнення наблизити оперу до ідей просвітників, (особливо Д. Дідро і Ж. Ж. Руссо) стали підґрунтям оперної реформи К.-В. Ґлюка, що разом із лібретистом Р. Кальцабіджі намагалися подолати схематизм оперних форм й досягти вираження «сильних пристрастей», правдивості художніх образів, підпорядкування музики літературному змісту. Ідейна боротьба між прихильниками опери як видовища і опери як драматичного дійства в 1770-х роки отримала назву «війни ґлюкістів і піччінністів» і завершилася перемогою Ґлюка.
Вершиною розвитку опери наприкінці XVIII столітті стала творчість В. А. Моцарта, автора 20 опер. Його успішні роботи в жанрі опери-серія («Ідоменей», «Милосердя Тіта») не змогли повернути їй життєздатність, натомість комічні опери — «Так чинять усі», «Весілля Фігаро», «Чарівна флейта», «Дон Жуан» лишаються в числі найпопулярніших опер світу.

### Опера в епоху романтизму
У XIX ст. відбувається чітка диференціація національних оперних шкіл. Становлення і зростання цих шкіл були пов'язані із загальним процесом формування націй, з боротьбою народів за політичну і духовну незалежність. Новий напрямок в мистецтві — романтизм, на противагу космополітичним тенденціям епохи Просвітництва, відрізнявся підвищеним інтересом до національних форм життя, що передбачив активне використання сюжетів з народних казок, легенд і переказів або з історичного минулого країни. Сприяла розвиткові опери й романтична ідея синтезу мистецтв, покликана забезпечити сильніший вплив мистецтва на людину.
Одне з провідних місць зберігала за собою італійська оперна школа, хоча вона вже не мала такого виключного значення, як в XVIII столітті. Вершиною у розвитку опери-буфа вважається «Севільський цирульник» Дж. Россіні, в якій комедія ситуацій перетворилася на реалістичну комедію характерів. Національно-визвольні ідеї отримали яскраве втілення в опері «Вільгельм Телль», передбачивши деякі риси великої французької опери. У 1830-ті-40-ві роки патріотичні ідеї отримали втілення в творчості Вінченцо Белліні і Гаетано Доніцетті, що було викликано періодом боротьби за політичне об'єднання Італії (Рісорджименто), Гаряче були сприйняті італійськими патріотами й перші опери Верді на історичні сюжети — «Набукко», «Ломабрдці». Найбільшу популярність здобули зрілі опери Джузеппе Верді — «Ріголетто» (1851), «Травіата» (1853), що стали кроком до реалістичного напрямку, також пізніші монументальні «Дон Карлос», «Аїда» й опери на шекспірівські сюжети — «Отелло» і «Фальстаф». Реалістичний напрямок отримав своє продовження у веризмі, представленому такими операми як «Сільська честь» П. Масканьї (1890) і «Паяци» Р. Леонкавалло (1892), риси веризму властиві також раннім операм Джакомо Пуччіні — «Богема» (1895), «Тоска» (1899).
У Франції великі опери на романтичні та історичні сюжети писав Джакомо Меєрбер (найвідоміша опера — «Гугеноти», 1835), однак уже в 1860-ті роки цей жанр втрачає актуальність. Натомість у 1850–60-ті роки з'являється французька лірична опера, менша за масштабами, більше звернена до внутрішнього світу людини. Серед творців ліричних опер — Ш. Гуно («Фауст», 1859; «Ромео і Джульєтта», 1965), Л. Деліб, Ж. Массне. Найпопулярнішою серед французьких опер кінця XIX століття стала «Кармен» Ж. Бізе, що поєднує іспанський колорит з реалістичними рисами, сповненою яскраво і багатогранно виписаних образів. Комічна французька опера завдяки Ж. Оффенбаху трансформувалася в жанр оперети, який наприкінці 1870-х років розвиватиметься також в Австрії, Англії та інші країнах.
У Німеччині до початку XIX століття великих опер не існувало, натомість були популярні зинґшпілі.
Першою оперою на національний сюжет стала «Чарівний стрілець» К. М. Вебера, вона послужила джерелом нових образних елементів і колористичних прийомів не тільки для оперноЇ творчості багатьох композиторів, а й для романтичного програмного симфонізму. З 1840-х років найвизначнішою фігурою в німецькому оперному мистецтві стає Ріхард Вагнер. Вагнер розглядав музичну драму як вищу форму мистецтва, завдяки її органічної єдності слова і звуку. Вагнер остаточно відмовився від номерної структури опер, замінивши її наскрізним безперервним розвитком музичної тканини. Провідну роль в операх Вагнера відіграє оркестр, тоді як вокальні партії досить ускладнені, і здебільшого речитативні. Визначною формотворчою рисою опер Вагнера є складна система лейтмотивів, де кожен лейтмотив характеризує того чи іншого героя, предметів, які виступають часто як персонажі-символи, або навіть абстрактної ідеї.

#### Опера в східній Європі
З часів Катерини II у Петрограді починають ставити італійські та французькі опери, згодом ці опери починають ставити й на теренах України. Першою відомою оперою українського автора є «Демофонт» Максима Березовського (1745—1777), типова італійська опера серіа на лібрето П'єтра Метастазіо; її прем'єра відбулася 1773 року в Ліворно. Вихідцем з України був також Дмитро Бортнянський (1751—1825), автор кількох опер на італійські та французькі лібрето.
У другій половині XIX століття жанр опери започатковується в музичних культурах народів східної Європи. 1836 року на світову арену виходить російська опера, основоположником якої вважається М. Глінка, автор історичної опери «Життя за царя» та казкової — «Руслан і Людмила». Його послідовником став Даргомизький («Русалка» (1855), «Кам'яний гість» (1866-69), а в 1870-ті роки — такі композитори як П. Чайковський (автор 10 опер), М. Римський-Корсаков (автор 15 статей) та М. Мусоргський. Ці опери об'єднує тяжіння до реалізму, притаманому й російській літературі цього періоду. У той же час жанрова палітра російських опер багатоманітна: Римський-Корсаков переважно звертався до казкових сюжетів, його операм властива колористичність, барвистість, використання народно-пісенної мелодики; натомість М. Мусоргському вдалося зобразити найгостріші соціально-історичні конфлікти, змалювати динамічні масові народні сцени і яскраві глибоко-психологічні індивідуальні характеристики героїв. Тонкий психологізм властивий і операм П. Чайковського.
У середині XIX століття опера з'являється і в інших національних культурах східної Європи. Так, 1848 року з'являються перші польські опери — «Галька» С. Монюшко (1847) та «Зачарований замок» (1865), однак надалі польські композитори до оперного жанру зверталися рідко. У цей же час з'являються перші хорватські опери В. Лисинського — романтична опера «Любов і злоба» (1846) і історична драма «Порін» (1851). У Чехії опери пов'язано з творчістю Берджіха Сметани, який є автором опер на легендарно-історичні сюжети («Бранденбуржці в Богемії», 1863; «Далібор», 1867; «Лібуше», 1872) а також комічні («Продана наречена», 1866). 1863 рік також є роком появи першої української опери — «Запорожець за Дунаєм» Гулака-Артемовського
Фактичним засновником української опери вважається Микола Віталійович Лисенко (1842—1912). Перші його роботи — «Андрашіада» (1866–1877), що залишилася не поставленою, «Чорноморці» (1872) та оперета «Різдвяна ніч» (1874) на сюжет Гоголя. Остання в Санкт-Петербурзі в 1874–1875 роки була перероблена на оперу і вперше поставлена у 1883 році, щойно після скасування Емського указу. На гоголівський сюжет була написана й наступна опера — «Втоплена».
Найбільшої популярності, однак, здобуло Лисенкове опрацювання водевілю Котляревського «Наталка Полтавка» (1889). Ця опера залишається найчастіше виконуваною поміж творів М. Лисенка і зараз. Пізніше М. Лисенко звертається до жанру історичної опери. «Тарас Бульба» (1880–1891) стала першою українською оперою в традиціях західноєвропейської великої опери. Примітно, що українського театру, який міг би її інсценувати, на той час не існувало, проте композитор відмовився надати цю оперу для професійного виконання російською мовою, оскільки був свідомий того, що в цьому випадку опера втратила би своє символічне значення як національна опера і стала би просто черговою народнопісенною цікавинкою. Таким чином, «Тарас Бульба» за життя композитора так і не була інсценована. Приблизно в той же час, Лисенко написав три дитячі опери («Коза-дереза», «Пан Коцький» і «Зима і Весна») на основі народних казок і мелодій, заснувавши тим самим традицію української музичної педагогіки.

### XX століття
Багатоманіття стилів, властиве музиці першої половини XX століття, позначилося і на оперному жанру цього періоду. Тенденція до відмови від тональності і тяжіння до речитативності, що намітилася в пізніх операх Вагнера, знайшла своє продовження у творчості композиторів експресіоністичного напрямку — Ріхарда Штрауса, і, насамперед, композиторів нововіденської школи — А. Шенберґа і А. Берґа. В їх творах на зміну тональності приходить додекафонія, а речитатив переходить у декламації, що окреслюється авторами як «шпрехштіме» (Sprechstimme) або «шпрехгезанг» (Sprechgesang). Першою цілковито атональною і «безтемною» стала моноопера Шенберґа «Очікування» («Erwartung», 1909), натомість А. Берґ став першим і фактично єдиним композитором, якому вдалося стати автором масштабної додекафонічної опери — «Воццек», 1925. Риси експресіонізму, хоча й без використання додекафонії, характерні також операм Б. Бартока (Замок Герцога Синя Борода, 1918) і Д. Шостаковича («Ніс», 1928; «Катерина Ізмайлова», 1934).
Експресіоністичному напрямку протистояв неокласичний, представниками якої в оперному жанрі стали І. Стравінський, П. Гіндеміт, композитори Французької шістки і, частково, С. Прокоф'єв. В цих операх зберігається номерна структура, канони класичної опери можуть свідомо відтворюватися (наприклад, «Цар Едіп» І. Стравінського) або пародіюватися (наприклад, «Любов до трьох апельсинів» С. Прокоф'єва).
Унікальним явищем залишається імпресіоністична опера К. Дебюссі «Пелеас і Мелізанда». З експресіоністичним напрямком її поєднує символізм, переважання речитативності і наскрізна структура, натомість опера витримана на півтонах, переважає споглядальне, статичне розгортання.
Чималого розвитку набула американська опера. На початку свого існування вона увібрала риси вестерну і традиціїної музики Америки (Джордж Ґершвін — джазові опери 135-а вулиця (1922) і «Порґі і Бесс» (1935), Аарон Копленд — «The Tender Land» (1952—1954)), а потім використала надбання музичного мінімалізму (Філіп Ґласс — «Ейнштейн на пляжі» (1979), «Сатьяґраха» (1985), «Ехнатон» (1987), Джон Адамс — «Ніксон в Китаї» (1995)).
У СРСР, починаючи з 1932 року, офіційний художній метод соцреалізм проникає і до оперного жанру. Першою оперою на радянський сюжет вважається опера «Тихий Дон» І. Дзержинського (1932). В руслі соцреалізму, радянські композитори обирають сюжетами для своїх опер твори з вітчизняної літературної класики («Війна і мир» С. Прокоф'єва, «Золотий обруч» Б. Лятошинського, «Назар Стодоля» К. Данькевича, «Украдене щастя» Юлія Мейтуса, «Лісова пісня» Віталія Кирейка та інші), або твори радянських письменників, що оспівують становлення радянської влади, зокрема це опери композиторів з України — Б. Лятошинського («Щорс», 1937), Г. І. Майбороди («Милана», 1957; «Арсенал», 1960) та ін.

### Опера в популярній музиці
З увиразненням поділу музики на академічну і популярну в XX столітті, жанр опери цілковито підпадає в русло академічної традиції, тоді як в популярній музиці слід за оперетою, з'являються такі жанри як мюзикл (Дж. Келлі, Е. Л. Веббер), і нарешті, рок-опери («Ісус Христос — суперзірка», 1971), фольк-опера — див. «Коли цвіте папороть» — фольк-опера на 3 дії українського композитора Євгена Станковича на лібрето Олександра Стельмашенка. Принципи класичної оперної структури з лейтмотивами і наскрізним розвитком у поєднанні з виразовими засобами популярної музики властиві сучасним операм — Les Misérables (1980), Rent (1996) і Spring Awakening (2006). В СРСР жанр мюзиклу представлений у творчості О. Рибникова («Зірка і смерть Хоакіна Мурьєти», 1976; «Юнона і Авось», 1980).

## Оперні театри

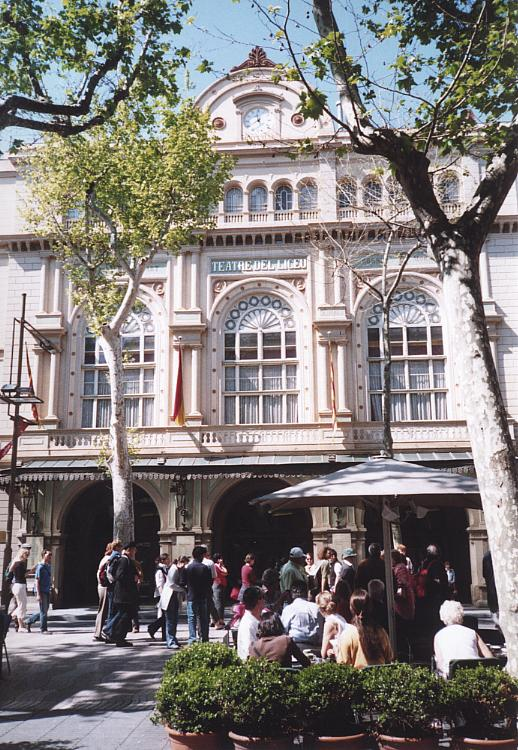
Фасад Гранд театро де Ліцео в Барселоні

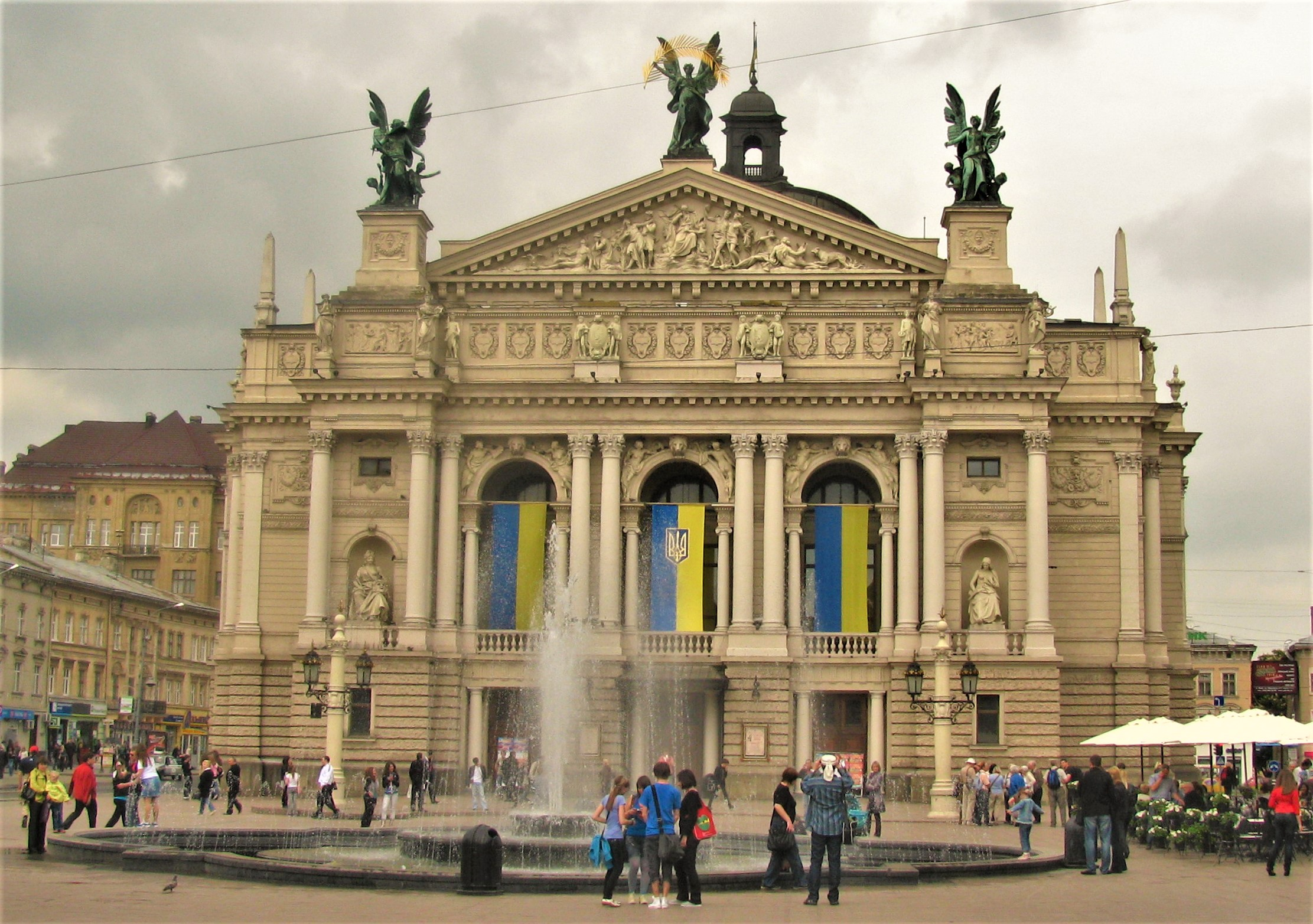
Будівля Львівської опери

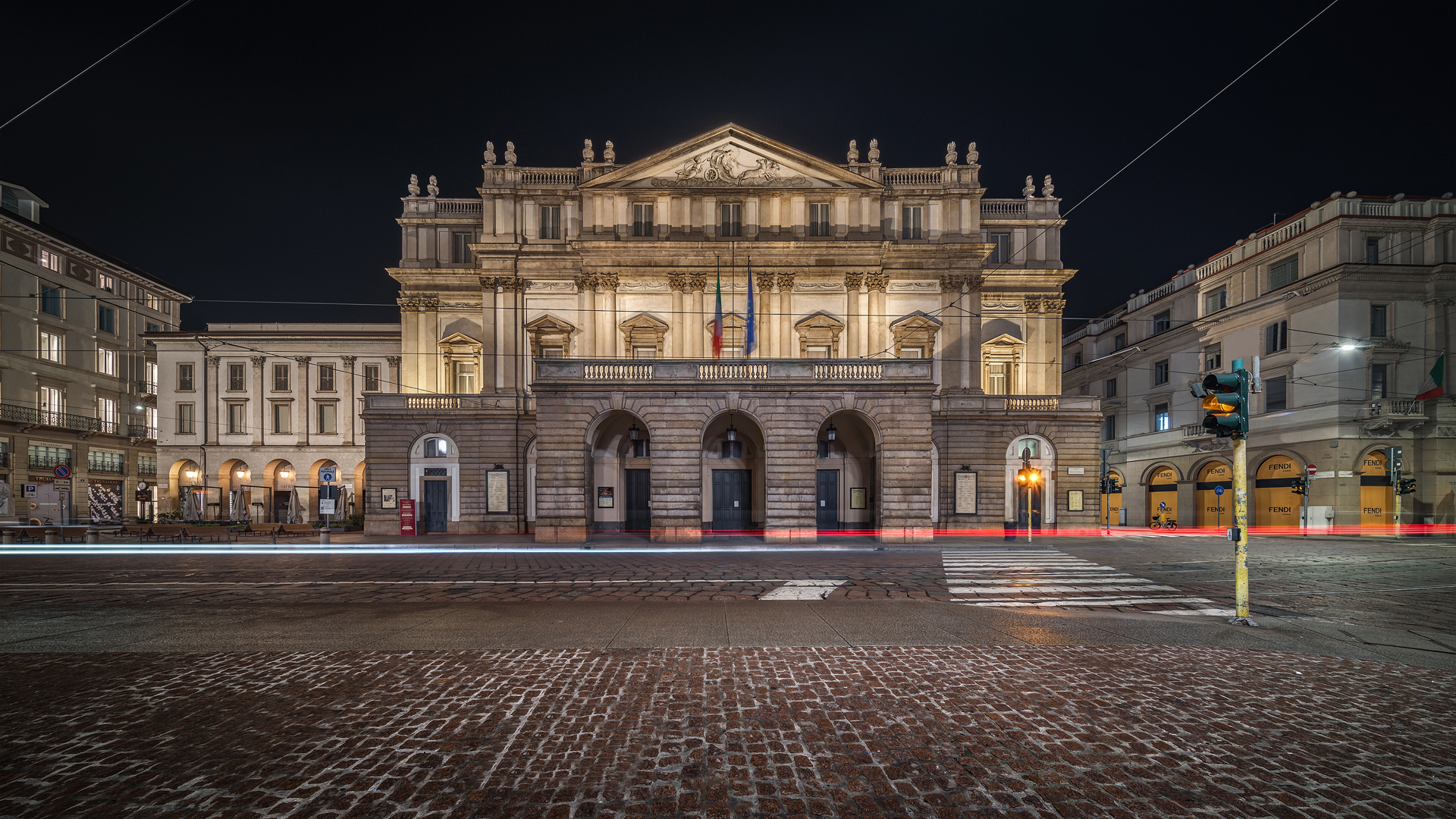
Театр «Ла Скала», Мілан

Театральні будівлі, призначені для виконання оперних постанов, називаються оперними театрами. За кількістю місць у глядачевих залах, найбільшими оперними театрами світу є Метрополітен-опера, (Нью-Йорк, 3800 місць), Опера Сан-Франциско (3146 місць) і Ла Скала, (Мілан, 2800 місць).
Здебільшого оперні театри отримують субсидії від держави або приватних меценатів.
Наприклад, щорічний бюджет «Ла Скала», що становив станом на 2010 рік €115 мільйонів, на 40 % забезпечується дотацією від держави і на 60 % — від продажу квитків і приватних пожертвувань. 2005 року Ла скала отримав 25 % від €464 мільйонів — суми, що була закладена в бюджеті Італії для розвитку видовищних мистецтв. Естонська національна опера у 2001 році отримала 112 мільйонів крон (порядку 7 мільйонів €), що становило 5,4 % усіх міністерських коштів.

## Оперні голоси
Техніка оперного співу у часи, коли електричне підсилення звуку не було відомим, розвивалось орієнтуючись на задачу відтворення достатньо голосного звуку, що міг би бути чутний поверх звуку оркестру. Потужність оперного голосу завдяки злагодженій роботі трьох компонентів — дихання, гортані і резонаторів — сягає 120 дБ на відстані 1 метр.
Співаки, а також ролі, які вони виконують, класифікують за типом голосу відповідно до теситури, тембру і характеру. Серед чоловічих оперних голосів розрізняють бас, баритон і тенор, серед жіночих — контральто і мецо-сопрано і сопрано. В свою чергу існує і детальніший поділ, наприклад, розрізняють сопрано колоратурне, ліричне, драматичне тощо. Інколи чоловіки також співають жіночими голосами, особливо така практика була поширена в минулі епохи, коли молодих співаків заради збереження високого голосу піддавали кастрації.